# Шестнадцатый километр
Шестна́дцатый киломе́тр — посёлок железнодорожной станции в Колтушском городском поселении Всеволожского района Ленинградской области.

## История
В 1940 году была официально открыта железнодорожная линия Заневский Пост — Горы. Она прошла в основном через незаселённые территории. Во время Великой Отечественной войны Кузьминский железнодорожный мост через Неву взорвали, поэтому полноценного сообщения по этой ветке не было.
Посёлок образовался смежно и севернее платформы 16 км (16 километров — до Заневки) в лесном массиве.
По данным 1973 года посёлок при станции Шестнадцатый Километр находился в составе Новопустошского сельсовета.
По данным 1990 года посёлок при станции Шестнадцатый Километр входил в состав Разметелевского сельсовета.
В 1997 году в посёлке проживали 4 человека, в 2002 году — 4 человека (все русские), в 2007 году — также 4.
С 2013 года в составе Колтушского сельского поселения.

## География
Посёлок расположен в юго-западной части района у платформы 16 км на линии Заневский Пост — Горы, между платформами Колтуши и Манушкино.
Кроме железной дороги, связь с другими населёнными пунктами возможна по просёлочной дороге ведущей на север к деревням Мяглово и Хапо-Ое.

## Население
| 2007 | 2010 | 2017 |
| ---- | ---- | ---- |
| 4    | ↘0   | ↗2   |

Национальный состав
Согласно данным Всероссийской переписи населения 2021 года в посёлке проживали 2 человека, все русские.